# Daniel Magnusson
Daniel Wilhelm Magnusson (Karlstad, 8 de marzo de 2000) es un deportista sueco que compite en curling.
Participó en los Juegos Olímpicos de Pekín 2022, obteniendo una medalla de oro en la prueba masculina.
Ganó cuatro medallas en el Campeonato Mundial de Curling entre los años 2019 y 2024, y cuatro medallas en el Campeonato Europeo de Curling entre los años 2018 y 2023.

## Palmarés internacional
| Juegos Olímpicos   | Juegos Olímpicos           | Juegos Olímpicos | Juegos Olímpicos |
| Año                | Lugar                      | Medalla          | Prueba           |
| ------------------ | -------------------------- | ---------------- | ---------------- |
| 2022               | Pekín (China)              | Medalla de oro   | Equipo           |
| Campeonato Mundial |                            |                  |                  |
| Año                | Lugar                      | Medalla          | Prueba           |
| 2019               | Lethbridge (Canadá)        | Medalla de oro   | Equipo           |
| 2021               | Calgary (Canadá)           | Medalla de oro   | Equipo           |
| 2022               | Las Vegas (Estados Unidos) | Medalla de oro   | Equipo           |
| 2024               | Schaffhausen (Suiza)       | Medalla de oro   | Equipo           |
| Campeonato Europeo |                            |                  |                  |
| Año                | Lugar                      | Medalla          | Prueba           |
| 2018               | Tallin (Estonia)           | Medalla de plata | Equipo           |
| 2019               | Helsingborg (Suecia)       | Medalla de oro   | Equipo           |
| 2021               | Lillehammer (Noruega)      | Medalla de plata | Equipo           |
| 2023               | Aberdeen (Reino Unido)     | Medalla de plata | Equipo           |